# Педерсен-Бьери, Майя
Майя Педерсен-Бьери (нем. Maya Pedersen-Bieri; 27 ноября 1972, Шпиц) — швейцарская скелетонистка, выступающая за сборную Швейцарии с 1995 года. Участвовала в трёх зимних Олимпиадах, в 2002 году в Солт-Лейк-Сити заняла пятое место, в 2006 году в Турине — первое, в 2010 году в Ванкувере — девятое. Неоднократно получала подиум чемпионатов мира: имеет две золотые медали, две серебряные и одну бронзовую. Обладательница Кубка мира сезона 1997/98 и чемпионка Европы 2006 года.
Родилась в швейцарском городе Шпиц, но в данный момент проживает в коммуне Эйер, недалеко от Лиллехаммера. Замужем за норвежским скелетонистом Снорре Педерсеном, от которого имеет двоих детей.